# Cremosperma parviflorum
Cremosperma parviflorum är en tvåhjärtbladig växtart som beskrevs av Conrad Vernon Morton. Cremosperma parviflorum ingår i släktet Cremosperma och familjen Gesneriaceae. Inga underarter finns listade i Catalogue of Life.